# بت کیو (کارولینای شمالی)
بت کیو (به انگلیسی: Bat Cave) یک منطقهٔ مسکونی در ایالات متحده آمریکا است که در شهرستان هندرسون، کارولینای شمالی واقع شده‌است. بت کیو ۴۵۱ متر بالاتر از سطح دریا واقع شده‌است.